# Ravenswood, Queensland
Ravenswood är en ort i Australien. Den ligger i kommunen Charters Towers och delstaten Queensland, omkring 1 000 kilometer nordväst om delstatshuvudstaden Brisbane. Antalet invånare är 305.
Trakten runt Ravenswood är nära nog obefolkad, med mindre än två invånare per kvadratkilometer..
Omgivningarna runt Ravenswood är huvudsakligen savann. Genomsnittlig årsnederbörd är 825 millimeter. Den regnigaste månaden är mars, med i genomsnitt 199 mm nederbörd, och den torraste är september, med 7 mm nederbörd.